# Praomys petteri
Praomys petteri là một loài động vật có vú trong họ Chuột, bộ Gặm nhấm. Loài này được Van der Straeten, Lecompte, & Denys mô tả năm 2003.